# Halichoeres cosmetus

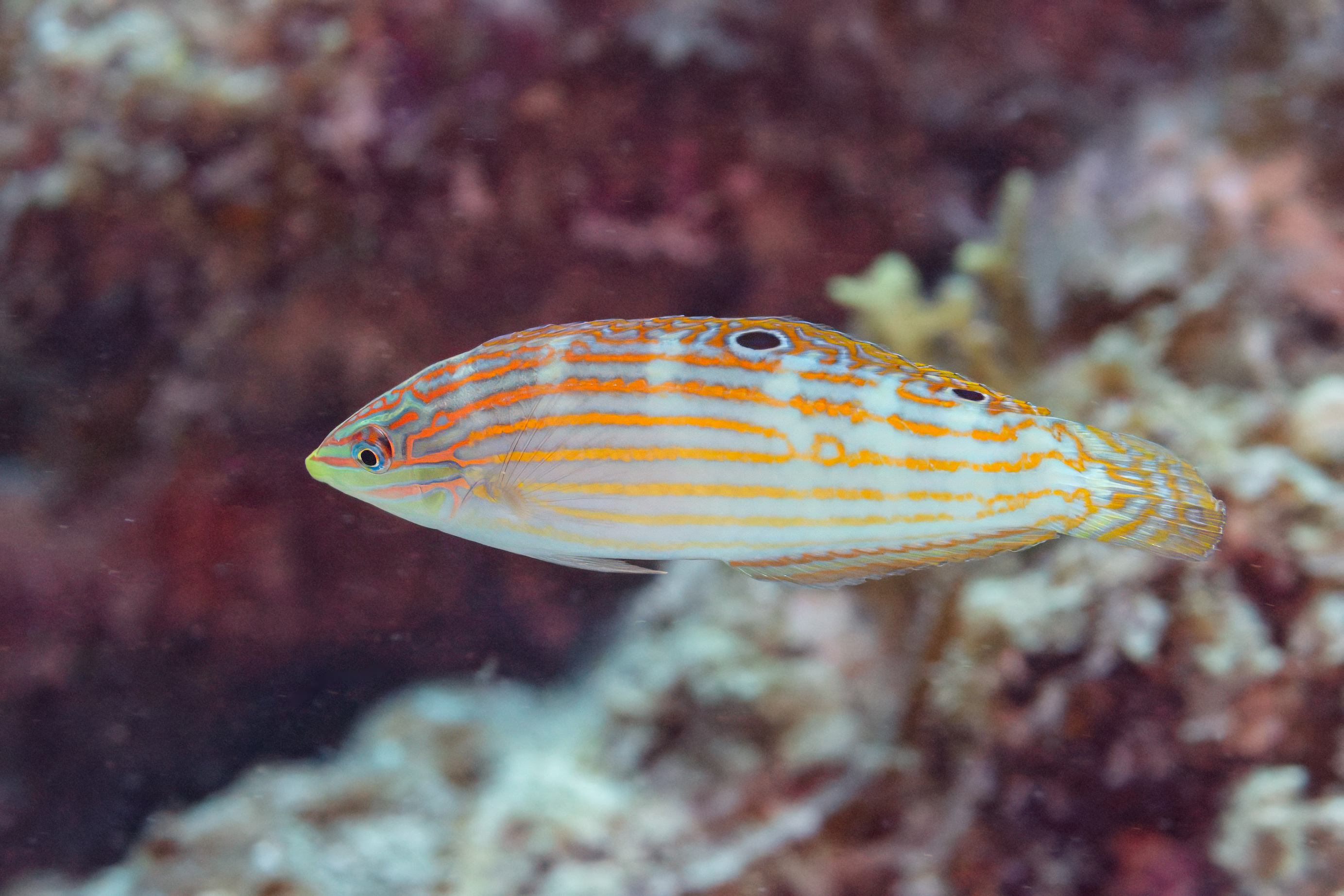
Ejemplar en Zanzíbar (Tanzania).

Halichoeres cosmetus es una especie de peces de la familia Labridae en el orden de los Perciformes.

## Morfología
Los machos pueden llegar alcanzar los 13 cm de longitud total.

## Distribución geográfica
Se encuentra en KwaZulu-Natal (Sudáfrica) y Socotra.